# 陳欣兒
陳欣兒（英語：Janice Chan Yan-yi，1989年—），香港民主派政黨民主黨籍政治人物，前香港南區區議會利東一選區議員。

## 政治生涯

### 參選區議會
人稱「利東孖寶」的區諾軒及羅健熙自2011年起當選利東兩區區議員，上屆二人亦以大比數擊敗民建聯及熱血公民候選人而連任，自此利東邨成為民主黨的根據地。雖然區諾軒於在2017年退出民主黨，但仍與民主黨保持合作關係。在2018年的補選，區諾軒成功接替被取消資格的香港眾志周庭，當選立法會議員。今屆選舉，羅健熙將在利東二競逐連任，而區諾軒將不會參選，並交棒予其助理，民主黨成員陳欣兒參選，最後陳、羅二人均以高票擊敗民建聯候選人而勝出。受到2021年區議會辭職潮影響，她於同年7月9日宣布辭職，改為繼續擔任社區主任。
| 政党   | 政党   | 候选人    | 票数  | %     | ±      |
| ------ | ------ | --------- | ----- | ----- | ------ |
|        | 民建聯 | ①. 吳啓新 | 2,258 | 37.11 | 不適用 |
|        | 民主黨 | ②. 陳欣兒 | 3,827 | 62.89 | 不適用 |
| 多数票 | 多数票 | 多数票    | 1,569 | 25.78 | 不適用 |

## 資料來源與註釋
1. ↑  雙料議員難兼顧 區諾軒區選交棒助理 （页面存档备份，存于） ，明報，2019-8-12
2. ↑  區諾軒交棒助理陳欣兒 盼延續利東地區民主 （页面存档备份，存于） ，香港獨立媒體，2019-10-21
3. ↑  .   [2020-02-12]. （原始内容存档于2020-01-03）.

## 外部連結
- 陳欣兒的Facebook專頁
- 南區區議會 - 南區區議會議員資料 陳欣兒女士
- 陳欣兒-民主黨 （页面存档备份，存于）

| 議會席位      | 議會席位                                               | 議會席位    |
| ------------- | ------------------------------------------------------ | ----------- |
| 前任： 區諾軒 | 南區區議會 利東一選區區議員 2020年1月1日－2021年7月9日 | 繼任： 懸空 |